# Mandombe
Die Mandombe-Schrift (französisch Mandombé) ist eine zentralafrikanische Abugida für die Sprachen Kikongo, Lingála, Tshiluba, Kituba und Swahili.
Mandombe geht von zwei Elementen aus, die wie 5 und 2 aussehen und Pakudungu und Pelekete heißen. Diese zwei Elemente sah der Erfinder in den Fugen der Ziegelmauer seines Zimmers. Die beiden Formen sind symmetrisch und gehorchen den optischen Gesetzen. (Aus der 5 wird im Spiegel eine 2 und umgekehrt.)
Ihre Namen haben nichts mit den ähnlich aussehenden arabischen Ziffern zu tun. Sie sind Lautmalereien von Trommelklängen:
|  | Pakundungu gibt den schweren Klang großer Trommeln wieder. paku ndungu = Bass |
|  | Pelekete gibt den höheren Klang kleiner Trommeln wieder. pele kete = Schnarre |

Wenn man eine 5 von unten schreibt, sodass der Endpunkt oben liegt, und dann das Element dreht, erhält man eine neue 5, bei der der Anfangspunkt oben und der Endpunkt unten liegt. Dies ist in Mandombe sehr wichtig, da aus kalligrafischen Gründen Vokale an den Endpunkt eines konsonantischen Elements („Schlüssel“) angefügt werden müssen. Je nachdem, ob sie oben oder unten stehen, verleihen sie dem Element, dem sie hinzugefügt werden, einen anderen konsonantischen Wert.

## Geschichte
Mandombe wurde im Jahre 1978 Wabeladio Payi in Mbanza-Ngungu in der Provinz Bas-Congo des Kongo eingeführt, der erzählte, dass sie ihm in einem Traum von Simon Kimbangu, dem Propheten der kimbanguistischen Kirche, offenbart wurde. Mandombe basiert auf den heiligen Formen 5 und 2 und ist für die vier Nationalsprachen des Kongo, Kikongo, Lingala, Tshiluba und Swahili, bestimmt, obwohl sie nicht genügend Vokale hat, um Lingala vollständig zu schreiben. Es wird in kimbanguistischen Kirchenschulen in Angola, der Republik Kongo und der Demokratischen Republik Kongo unterrichtet.
Die Mandombe-Akademie bei CENA arbeitet derzeit daran, andere zentral- und südafrikanische Bantusprachen in die Schrift zu transkribieren. Die Schrift wird in den Schulen der Kimbanguistischen Kirche in Angola, der Republik Kongo und der Demokratischen Republik Kongo gelehrt. Die wird auch von der CENA
(Centre de l’Ecriture Négro-Africaine) gefördert. Im Jahre 2009 wurden Konferenzen in Lüttich, Brüssel und Köln abgehalten, um die Verwendung und die Einführung der Mandombe-Schrift zu fördern.

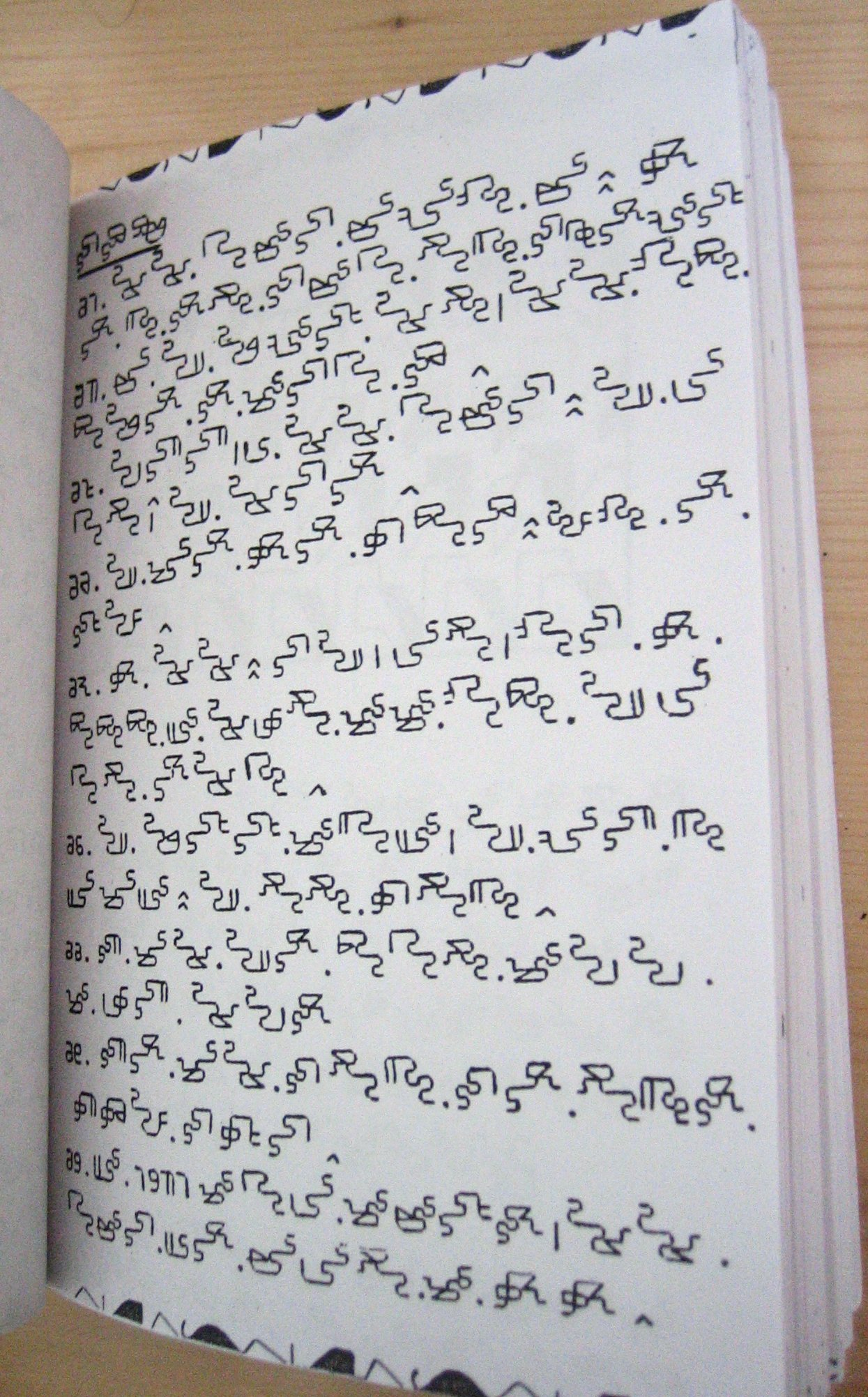
Buch in der Mandombe-Schrift

## Struktur
Mandombe hat Konsonanten- und Vokalbuchstaben, die zu Silbenblöcken kombiniert werden, ähnlich wie Hangeul. Alle Buchstaben basieren auf einer quadratischen S- oder 5-Form.

### Vokale
Die sechs Vokale werden durch Ziffern unterschieden, die rechts von der 5 hinzugefügt werden.
| Lateinbuchstabe | Mandombe | Zusammensetzung | diakritisches Zeichen |
| --------------- | -------- | --------------- | --------------------- |
| i               |          |                 |                       |
| u               |          |                 | ?                     |
| e               |          |                 |                       |
| o               |          |                 |                       |
| a               |          |                 |                       |

### Konsonanten
Die Konsonanten werden in vier „Gruppen“ oder Formen eingeteilt, die durch Hinzufügen eines kurzen Strichs zur 5er-Form für drei der Gruppen unterschieden werden, und in vier „Familien“ oder Ausrichtungen, die durch Spiegelung und Drehung der Buchstabenformen unterschieden werden.
Die vier Konsonantenfamilien werden an der gleichen Ecke des Vokals angebracht, der gespiegelt oder gedreht wird, um ihn an den Konsonanten anzupassen, so dass der Konsonant je nach seiner Ausrichtung in einer anderen Ecke des Silbenblocks steht.
Im Gegensatz zur Pitman-Kurzschrift, die die Konsonanten ebenfalls durch Rotation unterscheidet, bilden die Gruppen und Familien in Mandombe keine natürlichen Klassen, abgesehen von einer fünften Gruppe von Frikativen und Affrikaten, die durch Umkehrung einer der vier Grundgruppen gebildet wird.
Vokalsequenzen und Nasalvokale werden mit diakritischen Zeichen gebildet, pränasalisierte Konsonanten durch Voranstellen von n (die 5er-Grundform) und Konsonantencluster durch Anfügen eines Konsonanten zwischen den beiden Teilen des Vokals (zwischen der 5er-Form und den zusätzlichen Strichen).
| Konsonant          | Familie 1 | Familie 2 Rotation | Familie 3 Spiegelung | Familie 4 Rotation und Spiegelung |
| ------------------ | --------- | ------------------ | -------------------- | --------------------------------- |
| 1. Gruppe          | na        | va                 | sa                   | ta                                |
| 2. Gruppe          | be        | de                 | fe                   | ge                                |
| 3. Gruppe          | ko        | mo                 | lo                   | po                                |
| 4. Gruppe          | wi        | ri                 | zi                   | yi                                |
| Mazita ma zindinga | shu       | dju                | tshu                 | ju                                |

## Ziffern
Die Ziffer 1 ähnelt der arabischen Zahl 1, und die Ziffern 2-5 sind dieser Form nachempfunden. 6 und 9 sind quadratische Versionen der arabischen 6 und 9, und 7-8 werden durch deren Spiegelung gebildet.
1 bis 5 sind auch die Formen, die für die Vokale i, u, e, o und a verwendet werden.
| Ziffer | Mandombe |
| ------ | -------- |
| 0      |          |
| 1      |          |
| 2      |          |
| 3      |          |
| 4      |          |
| 5      |          |
| 6      |          |
| 7      |          |
| 8      |          |
| 9      |          |